# Флорешти
Флорешти (рум. Floreşti, Флорешть) — місто в Молдові, центр Флорештського району. Лежить за 130 км на північний захід від Кишиніва, на річці Реут. Залізнична станція на лінії Бєльці-Слобідка залізниць Республіки Молдови.
Згідно з даними перепису населення 2004 року у Флорештах проживало понад 1300 українців, що складало близько 10% населення.

## Історія
Назва міста Флорешти походить від прізвища «Флоареа» і суфікса «-ешть», типового для молдавських населених пунктів. Молдавське прізвище Флоареа (квітка) була вперше згадана в грамотах XV-XVI століть. Перші свідчення згадують наявність 3-х поселень і 18 скитів, розташованих на території нинішнього міста й у його околицях. У 1668-1683 р. старе село Флорешти перебувало у володінні великого логофета Мирона Костина, частина з яких він продав в 1754 році.
У 1772-1773 роках на території володіння Іордаке Кантакузіни розташовувалися 33 селянських дворів. А в 1809 році була побудована перша церква Св. Миколи, поруч із якою перебуває сучасний молдавський цвинтар. Після приєднання Бессарабії до Росії в 1812 році Флорешти стають власністю російського генерала Семена Старого. До 1853 року будується церква Св. Митрофана. У 1862 році відкривається церковно-парафіяльна, а в 1873 - народна школи. Відкривається й земська лікарня на 5 ліжок. У 1894 році закінчилося будівництво залізничного вокзалу й відкритий рух по маршруті Бєльці-Рибниця.
На початку XX століття у Флорештах працюють одна телефонна лінія й одна телеграфна. У 1913 році на володіннях Миколаєва був побудований залізний міст через річку Реут. У період з 1918 по 1940 рік, коли Бессарабія входила до складу Румунії, були відкриті початкова школа, гімназія «Г. Дука» і змішана школа.
Після закінчення Другої світової війни і повторної анексії Молдавії Радянським Союзом, в 1946 році Флорешти одержують статус міста, ставши районним центром. У часи МРСР у Флорештах працювали заводи (скляний, тютюново-ферментаційний, виноробний, маслоробний), завод «Коммунальник», промислово-збутове об'єднання «Молдплодоовочпром» і ін. Поблизу Флорешт перебував цукровий завод. У 1991 році населення нараховувало 18,2 тис. чоловік.
У цей час Флорешти займають 690 га землі. Населення міста становить близько 13 тис. чоловік. Працюють заводи (скляного, консервного, тютюновий, комунального господарства) і фабрики: швейна й інших. Також у місті працює безліч індивідуальних підприємств, комерційних об'єднань і філій банків, аптеки, ветеринарна лікарня, санепідстанція, швидка допомога, центральна районна лікарня, центр сімейних лікарів і консультативна поліклініка.
З освітніх установ працюють ліцей ім. І. Крянге, дві середніх школи й одна початкова, два дитсадки, спортивна, музична й художня школа. У місті є також готель, бібліотека, музей, будинок культури, будинок творчості, міський стадіон, підлітковий клуб «Лучафервул».

## Населення

### Національність
Розподіл населення за національністю за даними перепису 2004 року:
| Національність   | Відсоток |
| ---------------- | -------- |
| молдовани/румуни | 80,42%   |
| українці         | 10,12%   |
| росіяни          | 7,71%    |
| цигани           | 0,42%    |
| болгари          | 0,16%    |
| гагаузи          | 0,11%    |
| інші             | 0,65%    |
| не визначилися   | 0,83%    |

## Археологічні розкопки
Біля Флорешт в 1955-1958 і в 1960-1961 рр. археологом Тетяною Пассек виявлені залишки пізньонеолітичного поселення. Шар поселення культури лінійно-стрічкової кераміки поч. 4-го тис. до н.е. перекритий шаром поселення культури Боян 4-го тис. до н.е. 
Виявлено сліди овальних землянок, що утворять вулиці, кераміка, кам'яні й кісткові знаряддя, глиняні жіночі статуетки й моделі жител. Населення займалося землеробством, скотарством і полюванням. На ранньому етапі характерні кухонний і орнаментований столовий посуд, зернотертки, рогові мотики. На пізньому етапі - писана кераміка, статуетки з кістки, глини.
Сучасна археологія Флорешти-І відносить до ранньотрипільської фази Докукутені-ІІ.

## Уродженці
- А. Грановский (Гранот), ізраїльський економіст і політичний діяч
- М. Фельзенбаум, поет, прозаїк і драматург, виріс у Флорештах
- Популярна співачка Ірина Рімес

У Флорештах провів ранні роки дитинства український поет-футурист Ґео Шкурупій. 